# Ґоренчино
Ґоренчино (пол. Goręczyno) — село в Польщі, у гміні Сомоніно Картузького повіту Поморського воєводства.
Населення — 1380 осіб (2011).
У 1975-1998 роках село належало до Гданського воєводства.

## Демографія
Демографічна структура станом на 31 березня 2011 року:
|          | Загалом | Допрацездатний вік | Працездатний вік | Постпрацездатний вік |
| -------- | ------- | ------------------ | ---------------- | -------------------- |
| Чоловіки | 696     | 167                | 462              | 67                   |
| Жінки    | 684     | 179                | 387              | 118                  |
| Разом    | 1380    | 346                | 849              | 185                  |